# Lisandro Martínez
Lisandro Martínez (n. 18 ianuarie 1998, Gualeguay⁠(d), Provincia Entre Ríos, Argentina) este un fotbalist profesionist argentinian care joacă pe postul de fundaș central la Manchester United în Premier League și pentru echipa națională a Argentinei. Martínez este poreclit „Măcelarul” datorită stilului său de joc agresiv.
Martínez și-a început cariera la Newell's Old Boys înainte de a se alătura echipei Defensa y Justicia în 2017, inițial sub formă de împrumut. A semnat cu Ajax în 2019, unde a jucat în 120 de meciuri în trei sezoane și a câștigat două titluri Eredivisie și o Cupă KNVB. A câștigat premiul pentru Jucătorul Anului la Ajax în sezonul 2021-22.
Martínez a reprezentat Argentina la categoriile sub 20 și sub 23 de ani, înainte de a debuta la echipa națională de seniori în martie 2019. A fost membru al lotului Argentinei care a câștigat Copa América din 2021, Finalissima din 2022, Campionatul Mondial de Fotbal din 2022 și Copa América din 2024.

## Palmares
Ajax
- Eredivisie: 2020–21, 2021–22
- Cupa KNVB: 2020–21
- Johan Cruyff Shield: 2019

Manchester United
- Cupa FA: 2023–24[5]
- Cupa EFL: 2022–23[6]

Argentina
- Campionatul Mondial de Fotbal: 2022[7]
- Copa América: 2021,[8] 2024[9]
- Cupa Campionilor CONMEBOL–UEFA: 2022[10]